# Agnes Stevenson
Agnes Lawson-Stevenson (nascuda Agnes Bradley Lawson, novembre de 1873, morta el 20 d'agost de 1935) va ser una jugadora d'escacs britànica. Va ser quatre vegades campiona britànica femenina (1920, 1925, 1926, 1930) i es va casar amb Rufus Henry Streatfeild Stevenson, editor de notícies locals de la British Chess Magazine, secretari de la Southern County Chess Union i capità de l'Associació d'escacs del comtat de Kent.
Va aconseguir la 3a posició a Merano 1924 (campionat europeu no oficial femení, van guanyar Helene Cotton i Edith Holloway). Després del torneig, tres de les participants (Holloway, Cotton i Stevenson) van derrotar tres altres jugadores (Paula Wolf-Kalmar, Gülich i Pohlner) en un matx a doble ronda Londres vs. Viena.

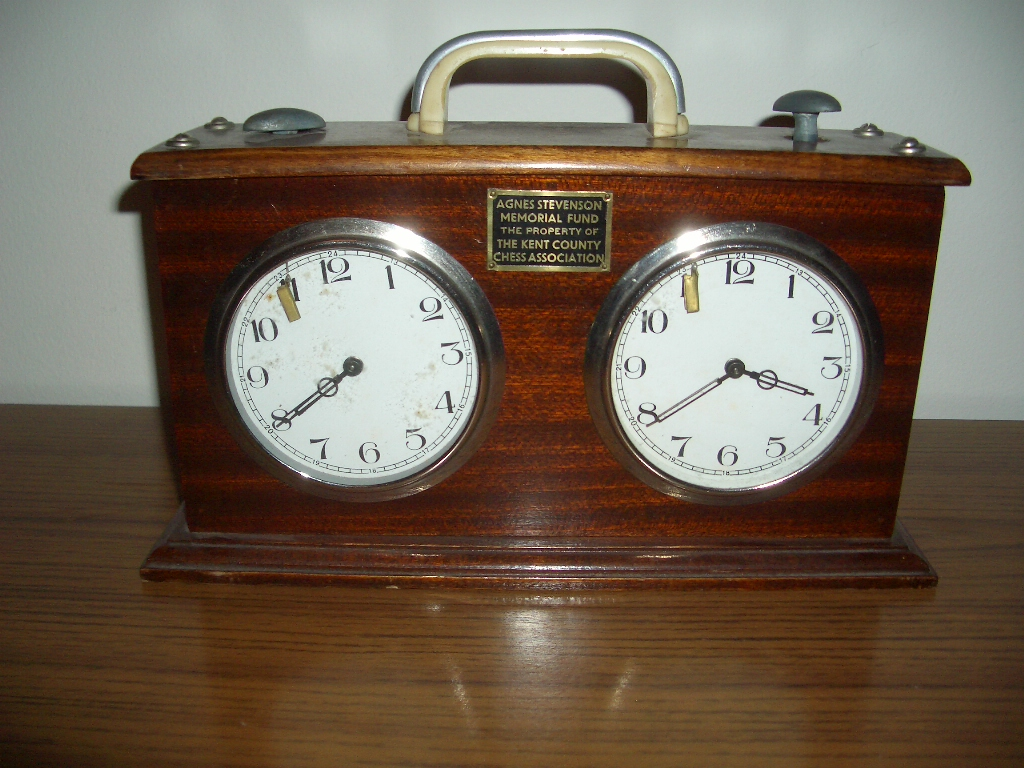
Rellotge d'escacs commemoratiu d'Agnes Stevenson

Va ser tres vegades la aspirant al Campionat del Món femení. Va empatar al 9-11 a Londres el 1927, va ocupar el cinquè lloc a Hamburg el 1930 i el tercer a Praga el 1931. De camí per jugar el Campionat del Món femení de 1935, va deixar l'avió a Poznań per completar una comprovació del passaport. Va tornar a l'avió des del davant, va xocar amb l'hèlix i va morir.
El seu marit es va tornar a casar el 1937 amb la campiona mundial d'escacs femenina, Vera Menchik, que va morir ella mateixa uns anys més tard, el 1944.